# 赤

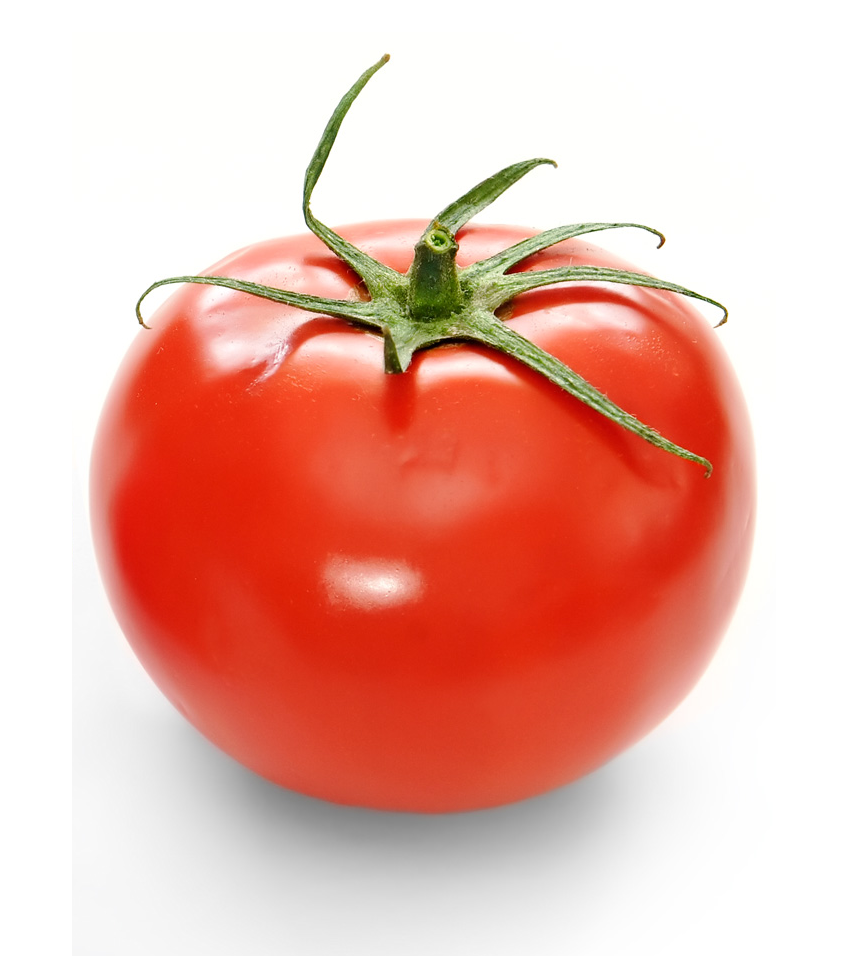
赤い状態のトマト

赤（あか、紅、朱、丹）は、可視光のスペクトル色の長波長端の色である。主波長は約625〜740 nm。熟したトマトや血液のような色の総称である。暖色のひとつ。
語源は「明（アカ）るい」に通じるとされる。「朱・緋（あけ）」の表記が用いられることもある。赤色（セキショク、あかいろ）は赤の同義語。
赤は、RGBカラーモデルでは原色であり、CMYKカラーモデルではマゼンタと黄色の混色によって作られる色である。赤はエヴァルト・ヘリングが提唱した反対色説におけるユニーク色相のひとつであり、心理四原色（赤・黄・緑・青）のひとつでもある。なお、赤はマンセル及びRYBでは緑の補色、RGBではシアンの補色である。
JIS規格では基本色名の一つ。JIS規格においては、赤とレッドはやや異なる色である。

## 基本色名としての赤

### 丹、朱、緋、紅
丹（タン）が色を名指すときは赭土（シャド）、赤土の色の意味である。赭土の主たる発色成分は三酸化二鉄である。黄土や緑土も焼成すれば丹色になる。鶴の一種タンチョウの和名は、頭頂部が赤いことに由来する。
朱（シュ）は、硫化水銀による赤色顔料辰砂の意味を持つ。オレンジがかった赤。硫化水銀による朱には、例えば「黄口」や「青口」があり、色料としての朱の範囲は比較的幅があると考えてよい。
緋（ヒ）は、濃く明るい赤色を指す。緋は緋色に染め付ける染料のみではなく、緋色に染め付けられた糸や絹の色も指すことがしばしば強調されることからも分かるように、染色とも強く関わる。緋の英語訳として使われるスカーレットにも同様の傾向がある。
紅（コウ）は、わずかに紫がかった赤を指す。キク科の紅花の汁で染めた色で、その発色成分はカルタミンである。藻類学では英語のred および学名のRhodo- の訳語として使われるが、細菌学では英語のpurple（紫）の訳語として使われる。
それぞれのニュアンスは異なるものの、これらも、他の固有色名と比較すると普遍的な「赤」を意味する語である。

## 光源色としての赤

光の三原色。右の円が赤（レッド）

赤 (Red) は光の三原色のひとつで、カラーモニターやウェブサイト上で用いられ、緑 (Green)・青 (Blue) と共に使われるためRGBと呼ばれる。この場合の赤はRGB値で表すと
(R, G, B) = (255, 0, 0)
で表され、
なお、ウェブカラーでRedと指定したときは、#FF0000として定義される（右図）。色合いとしては日常的に想起される赤よりも明るく鮮やかで真っ赤な色であると判断する人も多い。そのほか、ウェブブラウザではDarkRedが以下のように定義されている。

## 物体色としての赤

### 印刷技術における赤
印刷技術の用語として、マゼンタをアカと呼ぶ場合もある。そのため、光の三原色の赤に近い標準的な赤色をオレンジレッドなどと呼ぶ。同様の色に、金赤（きんあか）がある。これは、イエローとマゼンタをほぼ一対一の割合で混合したものと定められている。したがって、RGBでは直接には定義されない。しかし、RGBとの対応関係をある程度明らかにすることは不可能ではない。
CMYK値を用いて
C=0 M=100 Y=100 K=0
となる。ただしこれは仮構的な値とも言えるものであって、印刷や塗料の現場では大なり小なり差異が存在する。金赤として表現される赤は、一般的にイメージされる赤よりも黄色を帯びた赤である。また、RGBを用いて似た印象の色彩は指示できる。この色を英語ではブロンズレッド (bronze red) ともいう。

### JIS規格における赤
"赤"（red）は日本工業規格（JIS）における基本色名のひとつとして定義されている。JIS慣用色名では赤（色相5R、明度4/彩度14）とレッド（red、色相5R、明度5/彩度14）は例示される色記号のうち、明度が異なる。また、紅赤および金赤もJIS慣用色名に規定されている。

## 色彩科学における赤
国際照明委員会 (CIE) はCIE1931RGB表色系において、700 nm の波長の単色光をR（赤）の原刺激と定めた。ただし、これはやや消去法的に決定された数字であることに注意が必要である。まず、G（緑）の原刺激 546.1 nmとB（青)の原刺激 435.8 nm が、1931年当時すでに普及していた水銀灯の出す2波長であり、分離して入手しやすい明るい光であるという理由で選択された。Rの原刺激は、GとBの混色ではつくれない、独立した色の中から適当に選択された。700 nm の単色光は当時は容易に再現させることは難しかったが、ヒトの色覚においてこのあたりの波長の差異を殆ど知覚できず、波長の少しの差異が全体の計算結果に及ぼす影響が少ないため、選択された。原刺激の種類は等色実験において研究者が自由に定めることができるものであり、必ずしも人々がもっとも赤、緑、青に感じる色光を選択してはいない点に注意が必要である。

## 赤の色料
赤は太古より血や火の色などと関連させられ、人を高揚させる色として多くの人間に認識されていた。当然であるが各色の物理的顕示は各色を示す物体によって為される。赤色気味の色料の入手は比較的容易であったため、赤は殊更使われて来た色となった。ただし、赤色と我々の緊密性はこれにのみ依るものであるのではない。また、赤の色料は一般に耐光性が高くなかったが、近年高い耐光性を持つ顔料が開発され、自動車等にも使われている。

### 赤色無機顔料

#### 朱 (vermilion,cinnabar)

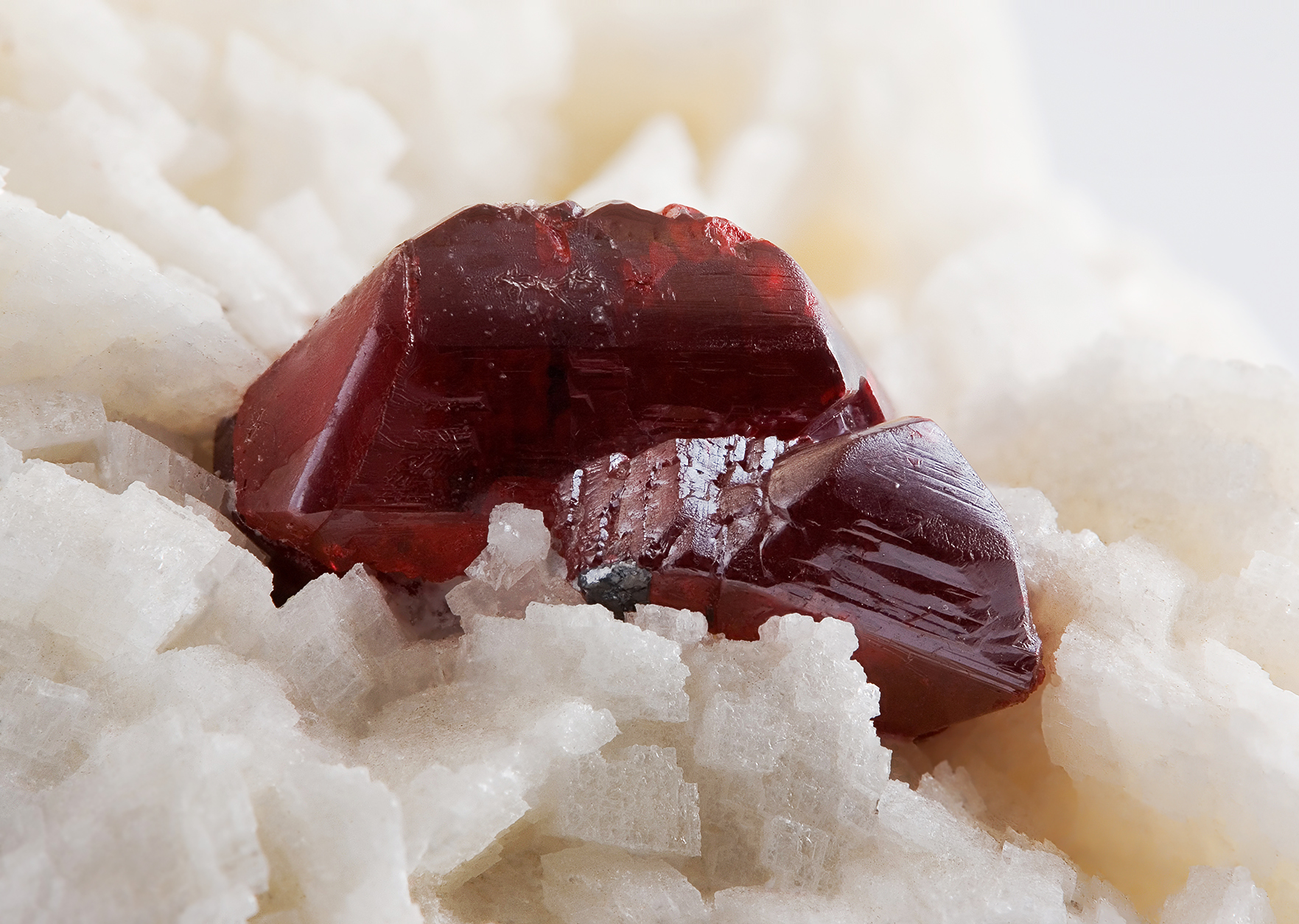
ドロマイト上の辰砂

赤色の中で特筆すべきなのは、朱色（［英］vermilion,vermillion）である。朱色は朱の色のことである。朱色の顕色は、辰砂（しんしゃ）、朱砂（しゅしゃ、すさ）、辰朱（しんしゅ）、丹砂（たんさ）と呼ばれる硫化第二水銀（硫化水銀）を用いる。赭土（丹、焼成土、弁柄。合成弁柄、三酸化二鉄）、鉛丹（光明丹、四酸化三鉛）、鶏冠石（リサージ、硫化砒素）を用いるか、あるいはそれ以外の顔料や染料単独によって、もしくはこれらの混合に基づいて、あるいは他の朱色の発光物によっても実現できる。
辰砂による朱（≠朱色）は壮美な発色をするので、紀元前から利用された。合成法は古くから知られ、その歴史は古代にさかのぼる。合成されたものは銀朱とも呼ばれ、現在の朱（≠朱色）の多くをまかなう。現在でも朱砂は山口県萩などで採掘される。赤の色料の中でも、太古から使われている朱砂は、東洋では寿（ほぎ）の色材、呪術的な意味を付与された色材として重用されていた。例えば平等院鳳凰堂、中堂の四面扉には朱（≠朱色）が塗られた。また朱漆としても用いられた。これは朱砂が持っている色彩自体の印象以外に、硫化水銀や水銀そのものの毒性に依存・依拠するものとも考えられている。そして、乾性油で練り上げられた朱は、今日台頭しているジスアゾ縮合顔料やジケトピロロピロール、カドミウム赤を以ってしても代替不可能な、油絵具の内で最高の不透明性を誇る類例のない色材である。ただし、色材としての硫化水銀の運用にあっては、硫化水銀の黒変を回避しつつ目的の色彩を定着させる高次の技術が要請される。Colour Index Generic NameはPigment Red 106である。

#### 丹 (light red,hematite)

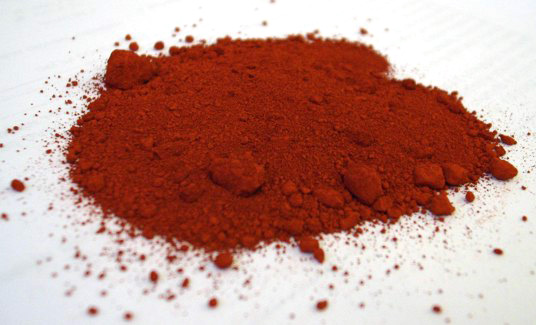
合成赤色酸化鉄
Pigment Red 101

死者を葬る際や祭祀の場に魔除けの意味で朱塗りを施した例が知られている。古代日本の軍場（いくさば）では顔を代表する身体の各部位に丹色（にいろ）を塗布し武運と安全を祈願したという。また、弁柄はしばしば朱漆の代用となった弁柄漆として器物と組み合わせられたりしてきた。
三酸化二鉄は鉱物としては、赤鉄鉱（セキテッコウ）として産する。現在、三酸化二鉄は「マルスレッド」としても流通している。この「マルス (mars)」は、ギリシャ神話におけるアレースに相当するローマ神話の軍神Marsの意味を持つ。これは先述の事態に関連するものとして看取してよい。三酸化二鉄は高彩度ではないものの安価にして比類ない耐光性を具えた色料である。そして、三酸化二鉄は土の発色成分の主たるものであって、古画や土器に見られる赤褐色の発色成分の大半は三酸化二鉄である。黄土を強熱すると酸素が取れて酸化鉄となり、赤色を呈する。これは特にレッドオーカーとする呼び習わしがある。ただし現代では、これ以外のレッドオーカーもある。Colour Index Generic Nameは天然赤色酸化鉄がPigment Red 102で、合成赤色酸化鉄がPigment Red 101である。

#### 鉛丹 (red lead, minium)

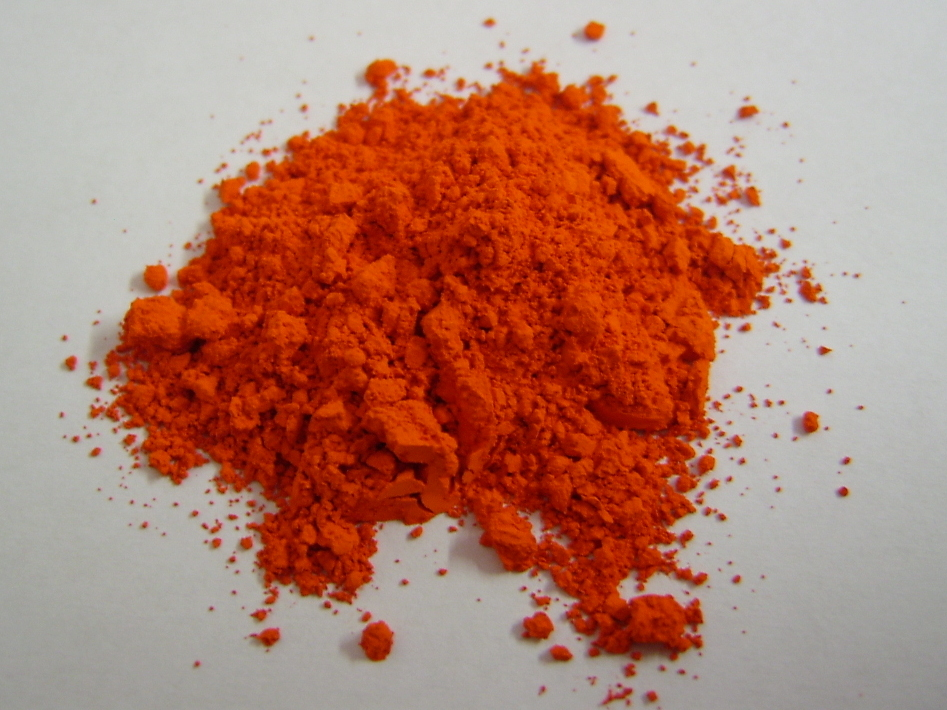
鉛丹
Pigment Red 105

鉛丹は紀元前から使用されたといわれるが、硫化水銀との混同とも考えられる。朱と同じ位高彩度の赤色顔料として知られているが、硫黄と反応し黒変するため、一般に絵具などには用いられない。最も大きい用途は鉄の錆止め塗料の着色剤である。Colour Index Generic NameはPigment Red 105である。

### 赤色有機顔料

ブラジリン (en)
淡赤色を呈するブラジルレーキの主成分となる

耐久性の高い赤色有機顔料が生産される以前には、自然由来の赤色染料を不溶化させて、顔料として用いることも盛んであった。

#### アントラキノン

アリザリンレーキの原料となるアリザリン
Pigment Red 83

赤色のレーキ顔料に主として用いられたのは、アントラキノン染料を主成分とする赤色染料であった。具体的には、ケルメス酸、カルミン酸、ラック酸、アリザリン、プルプリンである。特にアリザリンは、その特異な色相と際立った透明性、高い耐久性に着眼され、現代でも工業生産されており、例えば美術家用として人気がある。
アカネ色素をレーキ化したマダーレーキ（真正ローズマダー、真正ピンクマダー等）は天然レーキ中最も安定した色材のひとつである。カイガラムシ、エンジムシの色素をレーキ化したものはコチニールレーキである。これらは最大の顕色成分と同一の化学組成を有する合成品のレーキ顔料であるアリザリンレーキや類似した色相の有機顔料が存在するため、真正品が使用されることは稀である。
顔料色素型の赤色アントラキノン顔料としては、Pigment Red 168とPigment Red 177がある。Pigment Red 177はアリザリンレーキと比較すると幾分不透明である透明な顔料で、耐久性が高く鮮明で、耐水性にも問題がない。Pigment Red 168はPigment Red 177より随分黄味。

#### アゾ

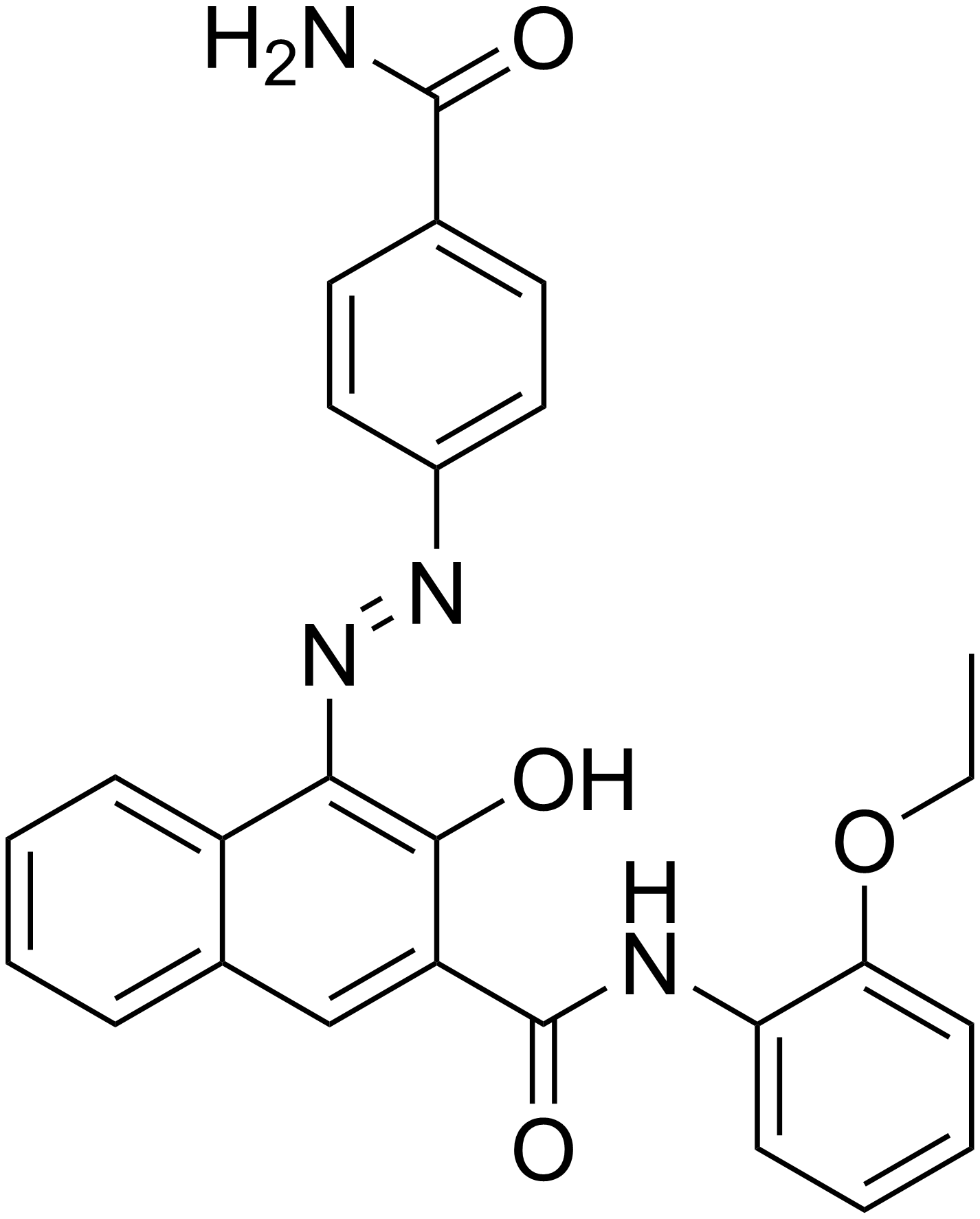
青味赤を呈するモノアゾ顔料
Pigment Red 170

アゾ基を有する化合物で、顔料としては顔料色素型とレーキ顔料型がある。顔料色素型のモノアゾ赤の種類は膨大であるが概して耐溶剤性に劣る。ただし高分子化するにつれ耐溶剤性は高まる。レーキ顔料型は鮮明な色相を有し耐溶剤性も有する。
ジスアゾ縮合顔料は従来の不溶性アゾ顔料に比べ、耐光性、耐溶剤性などは高まっているが、製造コストが高い。Colour IndexにはPigment Red 48、Pigment Red 57、Pigment Red 170、Pigment Red 188、Pigment Red 221、Pigment Red 242等が記載されている。Pigment Red 188やPigment Red 242は黄味の赤、PigmentRed 221は青味の赤といった色合いである。

#### キナクリドン

無置換キナクリドン
Pigment Violet 19

キナクリドンは、対称性の高い複素環顔料である。この名称は1896年Nimerovskyが、キノリンとアクリジンが合わさった化合物としてつけたもので、無置換キナクリドンのCAS名はquino[2,3-b] acridine-5,12-dihydro-7,14-dioneである。無置換キナクリドンはPigment Violet 19とも呼ばれる。Colour IndexにはPigment Red 122、Pigment Red 202、Pigment Red 206、Pigment Red 207、Pigment Red 209、Pigment Violet 19、Pigment Violet 42等が記載されている。
Pigment Violet 19には色相が異なるβ型（赤味紫）やγ型（青味赤）がある。また、α型は顔料として使用されていない。Pigment Red 122は両者の中間的色相を備え、印刷等においてはマゼンタとしても使用されている。Pigment Red 202はPigment Red 122より若干青味が強いものの、その差異は希釈などによって両者の色合いを似せることが出来る程度の差異である。Pigment Violet 42はキナクリドンの混晶であり、やや彩度が低く、不鮮明。
Pigment Red 202とPigment Red 209は化学組成的にはよく似ていて、共にジクロロキナクリドンであるが、塩素の位置が異なる。Pigment Red 207とPigment Red 209は色相的にはよく似ていて、共に黄味赤であるが、Pigment Red 207はγ型結晶のPigment Violet 19とPigment Vioret 122の中間の色合いであるが、混晶であり、やや彩度が低く、不鮮明。
これ以外に褐色系統のキナクリドンもあるが、無置換キナクリドンと無置換キナクリドンの一部を酸素で置換した化合物の混晶であり、彩度が低く、不鮮明。Colur Indexには、Pigment Orange 48とPigment Orange 49の記載がある。

#### ペリレン

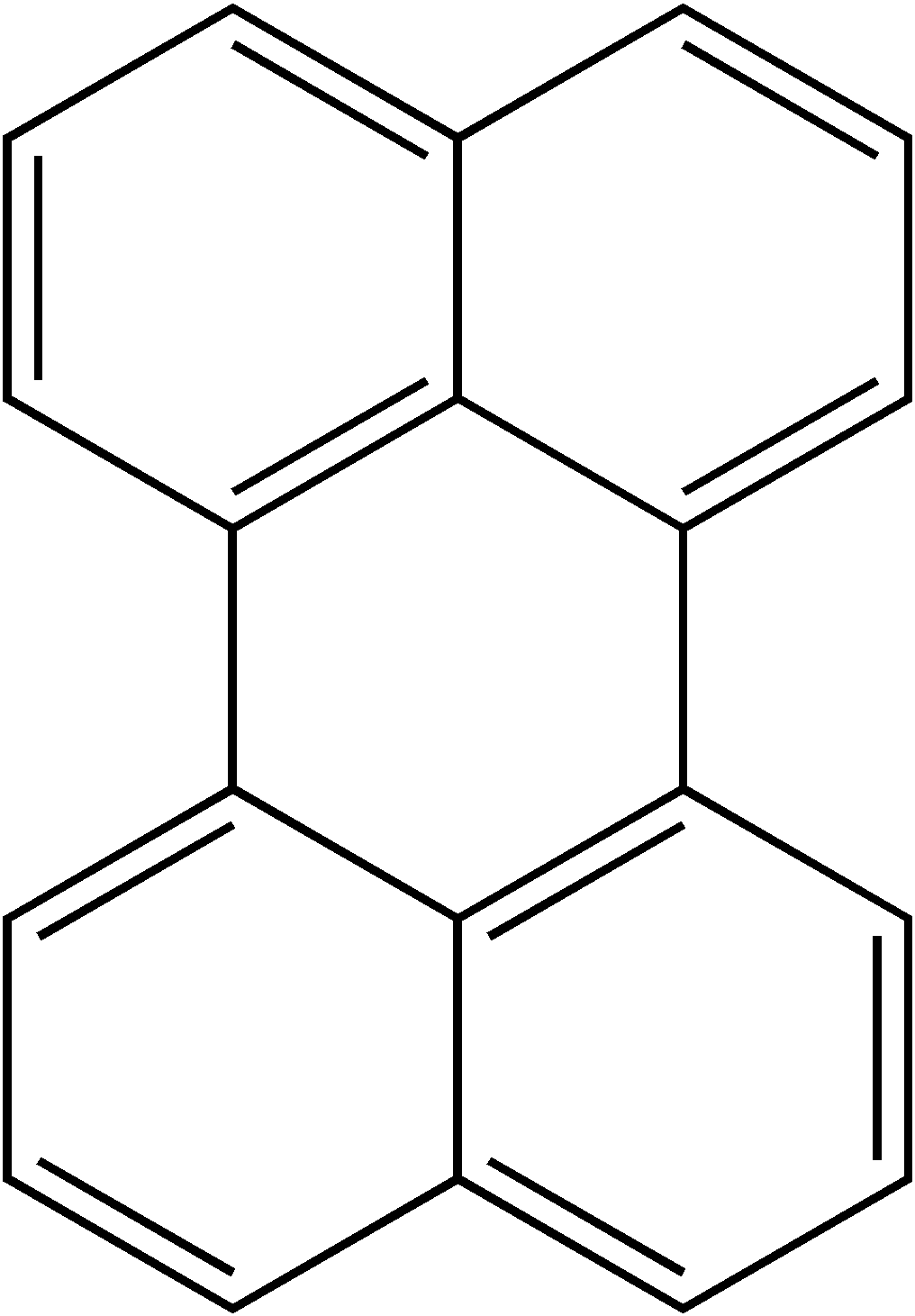
ペリレン

ペリレンテトラカルボン酸二無水物 (en)
Pigment Red 224

ペリレン顔料は、ペリレンテトラカルボン酸二無水物の六員環を構成している酸素原子2個を脱落させた構造を有する顔料である。赤から紫、そして、緑（ただし黒い緑）といった幅広い色相を持つ顔料グループであり、一般に着色力、堅牢性に優れる。
赤色のペリレン顔料、Pigment Red 149は、やや青味のある赤色だが他の有機顔料に比べて希釈した色が相対的に黄味に寄る傾向がある。Pigment Red 179は、アントラキノン系の高級顔料であるPigment Red 216よりも、更に暗く強い色調で、より堅牢である。

#### ジケトピロロピロール
1980年代初頭に開発された新しい、対称発色団を持つ複素環顔料である。粒子径を制御することにより透明性を操作することが出来る。粒子径が小さいものは青味が強く、透明性は比較的高いがそれでもやや不透明である。Colour IndexにはPigment Red 254、Pigment Red 255、Pigment Red 264、Pigment Orange 71、Pigment Orange 73等が記載されている。これらはいずれも鮮明で堅牢である。キナクリドンとの固熔体も研究されており、市場に流通している。キナクリドン-ピロールは手近な所では絵具として入手できる。Pigment Red 254やPigment Red 255の色相は実用的なRGBのRにも似た黄味赤である。Pigment Red 254は赤のカラーフィルターによく採用される。以前よく採用されていたPigment Red 177よりもこの用途には適する。このとき補助的に用いられるのはPigment Orange 71やPigment Yellow 139などのより黄味の顔料である。Pigment Red 255はPigment Red 254より相当黄味が強くやや彩度が低い。

### 赤色天然染料
自然物から抽出される赤色天然染料は多数存在する。植物由来の染料としてベニバナ、スオウ、アカネが、動物由来の染料としてコチニールがある。

#### 紅花
ベニバナ（紅花）は媒染剤に灰汁と酢を用いる赤色染料である。繊維の染色のほか口紅をはじめとする化粧品にも用いられる。ベニバナ染めによる赤を紅の節で既出のように紅色（べにいろ）と呼ぶ。Colour Index Generic NameはNatural Red 26である。

#### 蘇芳
スオウ（蘇芳）は媒染剤に灰汁や明礬を用いる赤色染料である。媒染剤として灰汁を用いると紫味を帯びた赤に、明礬を用いると茶色味を帯びた赤に染まる。なお媒染剤として鉄を用いると紫に染まるため、スオウは紫色染料としても用いられる。スオウ染めによる赤を蘇芳色（すおういろ）と呼ぶ。Colour Index Generic NameはNatural Red 24である。

#### 茜
アカネ（茜）は媒染剤に灰汁や明礬を用いる赤色染料である。同じく植物由来の赤色染料であるベニバナやスオウよりも堅牢な染料である。アントラキノンの節で既出の赤色有機顔料・マダーレーキはアカネ染料をレーキ化したものである。アカネ染めによる赤を茜色（あかねいろ）と呼ぶ。Colour Index Generic NameはNatural Red 9である。

#### コチニール
コチニールはカイガラムシやエンジムシの色素を染料として用いたものである。媒染剤にアルミナ、クロム、鉄等を用いることにより鮮紅色から紫味を帯びた赤まで幅広い色相に染色することが出来る。アントラキノンの節で既出の赤色有機顔料・コチニールレーキはコチニール染料をレーキ化したものである。コチニール染めによる赤を臙脂色（えんじいろ）と呼ぶ。Colour Index Generic NameはNatural Red 4である。

### 赤色合成染料
化学的に合成された赤色合成染料も多数存在する。

## 生活・社会・文化への影響

### 用途・慣習
- 日本の消防車の車体色は運輸省令「道路運送車両の保安基準」（昭和26年7月28日第67号）で朱色と規定されており、フランス、イギリス、スイス、オーストリア、アメリカの一部の州等でも消防車の色に赤を用いている[12]。ドイツでは赤または紫である[12]。
- 国旗において赤は青と共に一般的な色であり、それぞれ全世界の78%及び71%の国家の国旗に見られる[13]。また、赤は社会主義・共産主義を表し政治的なシンボルとして赤旗が掲げられることも多い[14]。
- 「赤恥」、「赤裸」（赤裸裸）などの用例のように、日本語では「赤」は「明らかな」、「全くの」という意味を持つ[14]。
- 古来日本では、疱瘡（天然痘）をもたらす疫病神である「疱瘡神」が赤色を嫌うと信じられており、患者の周囲を赤で満たす風習があった[15]。沖縄では病人に赤を着せ、痘瘡神を喜ばせるために歌、三線で、痘瘡神をほめたたえ、夜伽をした[16]。
- 車両の尾灯は赤色である。自転車は赤色反射器材で代用されることが多く、鉄道車両も赤色反射板で代用されることがある。また、自転車以外の道路用車両及び路面電車の尾灯は制動灯を兼ねている。
- 陸上自衛隊の普通科の職種色は赤色である。
- 船舶の左舷灯及び航空機の左翼灯は赤色である。左舷灯は「紅灯」と呼ばれている[17]。
- 自動火災報知設備の表示灯は赤色である。
- 日本等では緊急自動車の警光灯は赤色である。通常、「赤色灯」はこの赤色の警光灯を指す。
- 交通信号などでは、赤色が停止や危険を示す表示として使われる[14]。
- 危険を意味するものとしてレッドカード、レッドリストなどがある。